# Waspik-Zuid

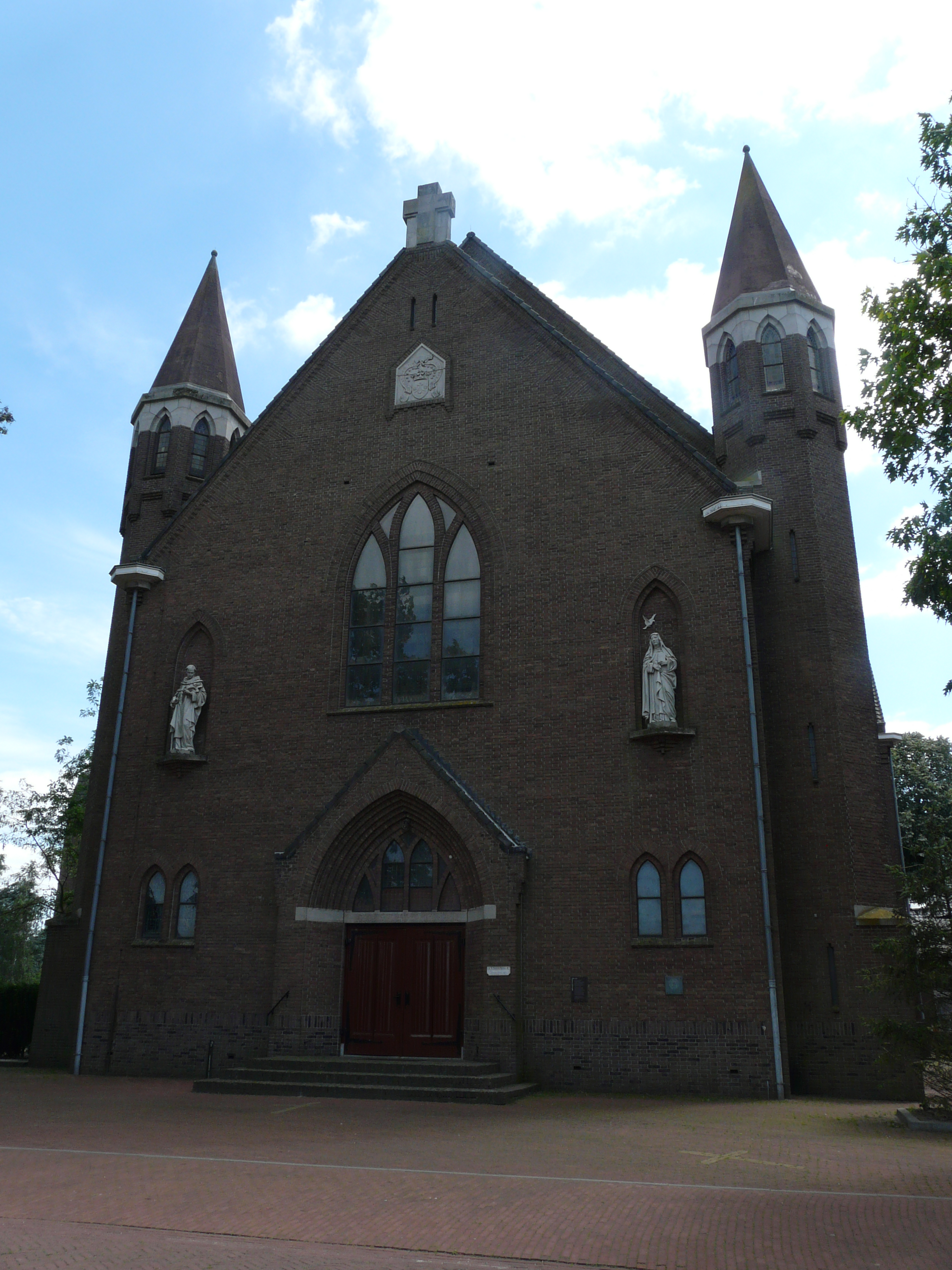
Theresia van Lisieuxkerk

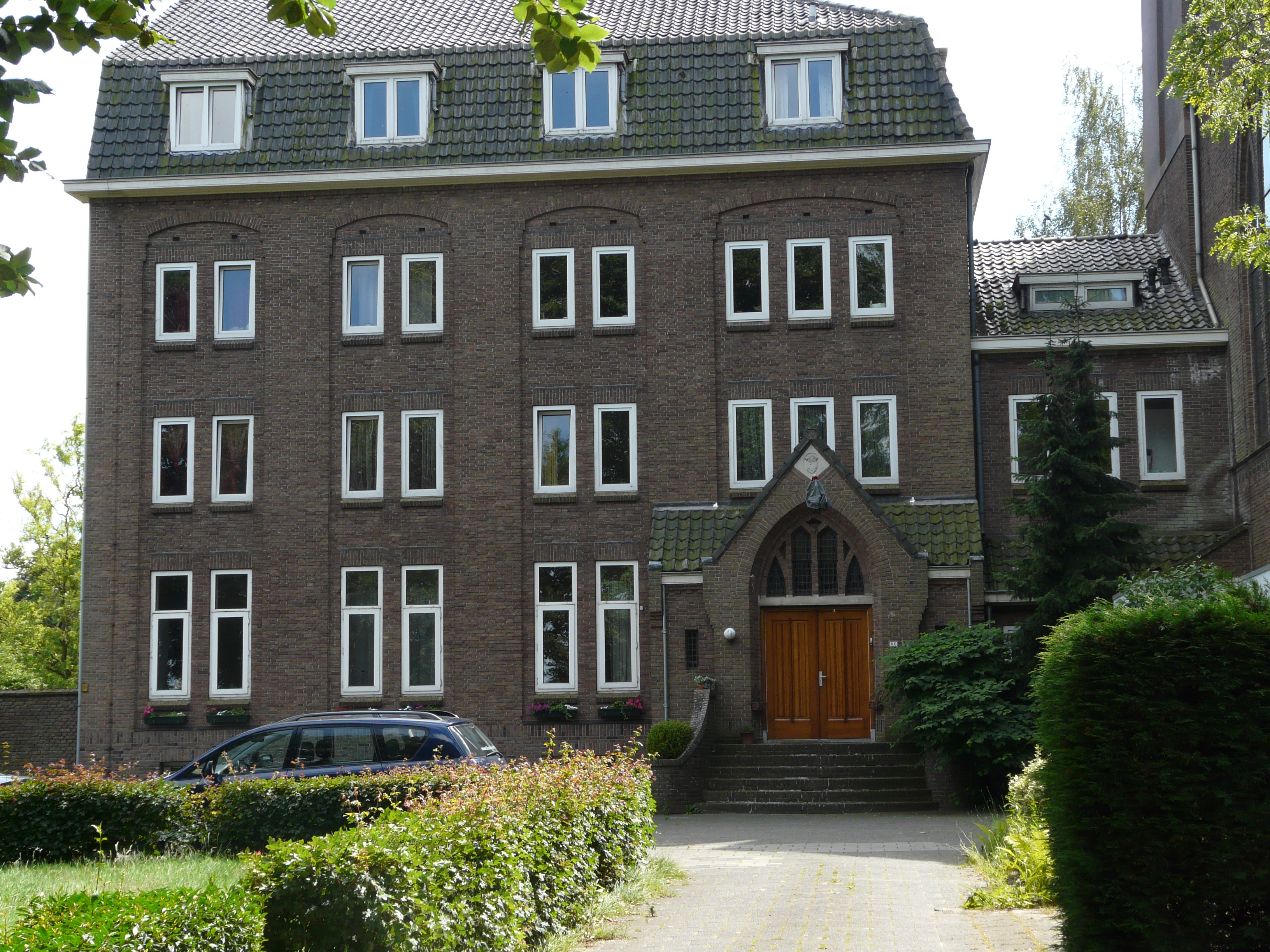
Karmelietenklooster

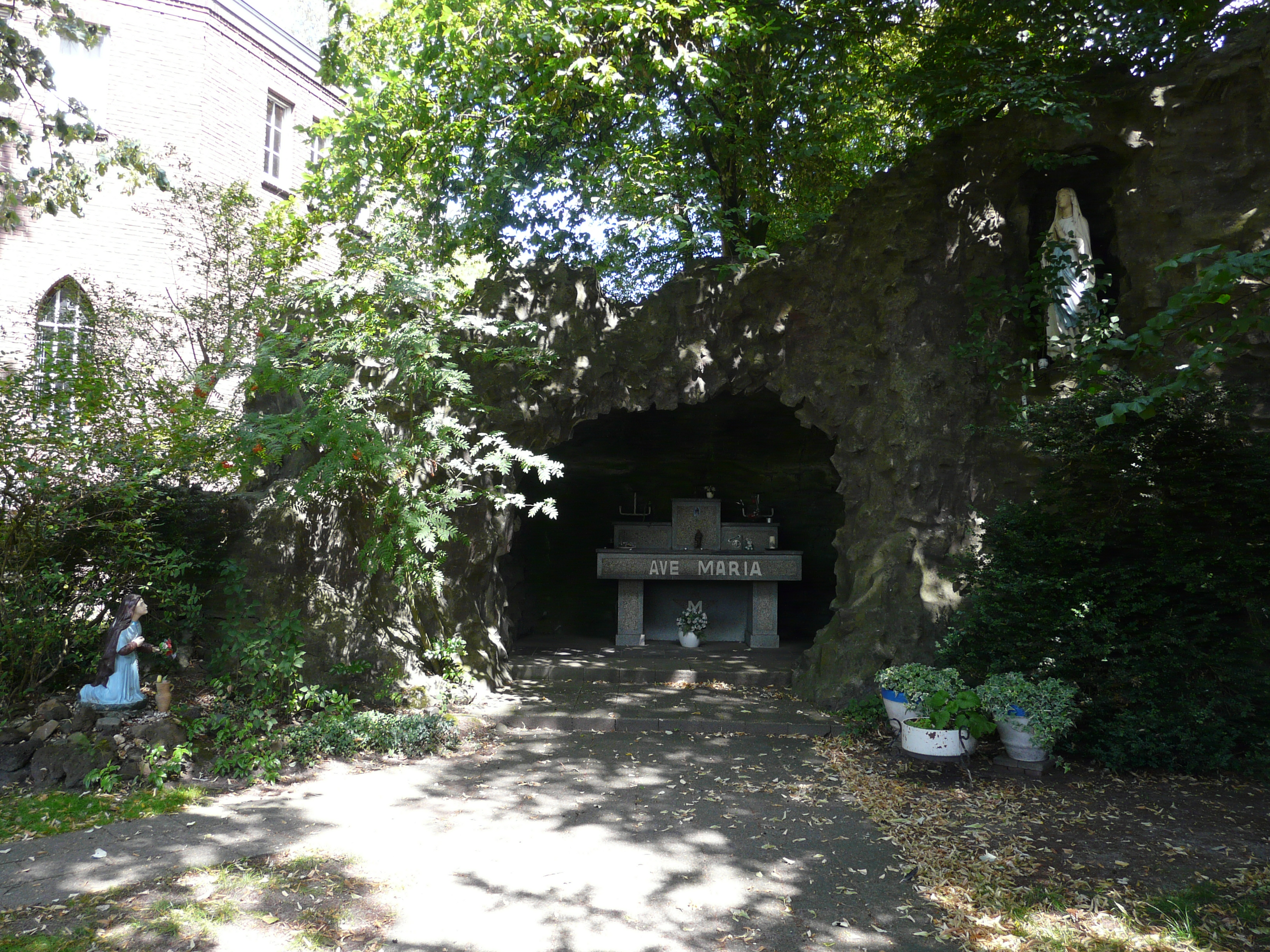
Lourdesgrot

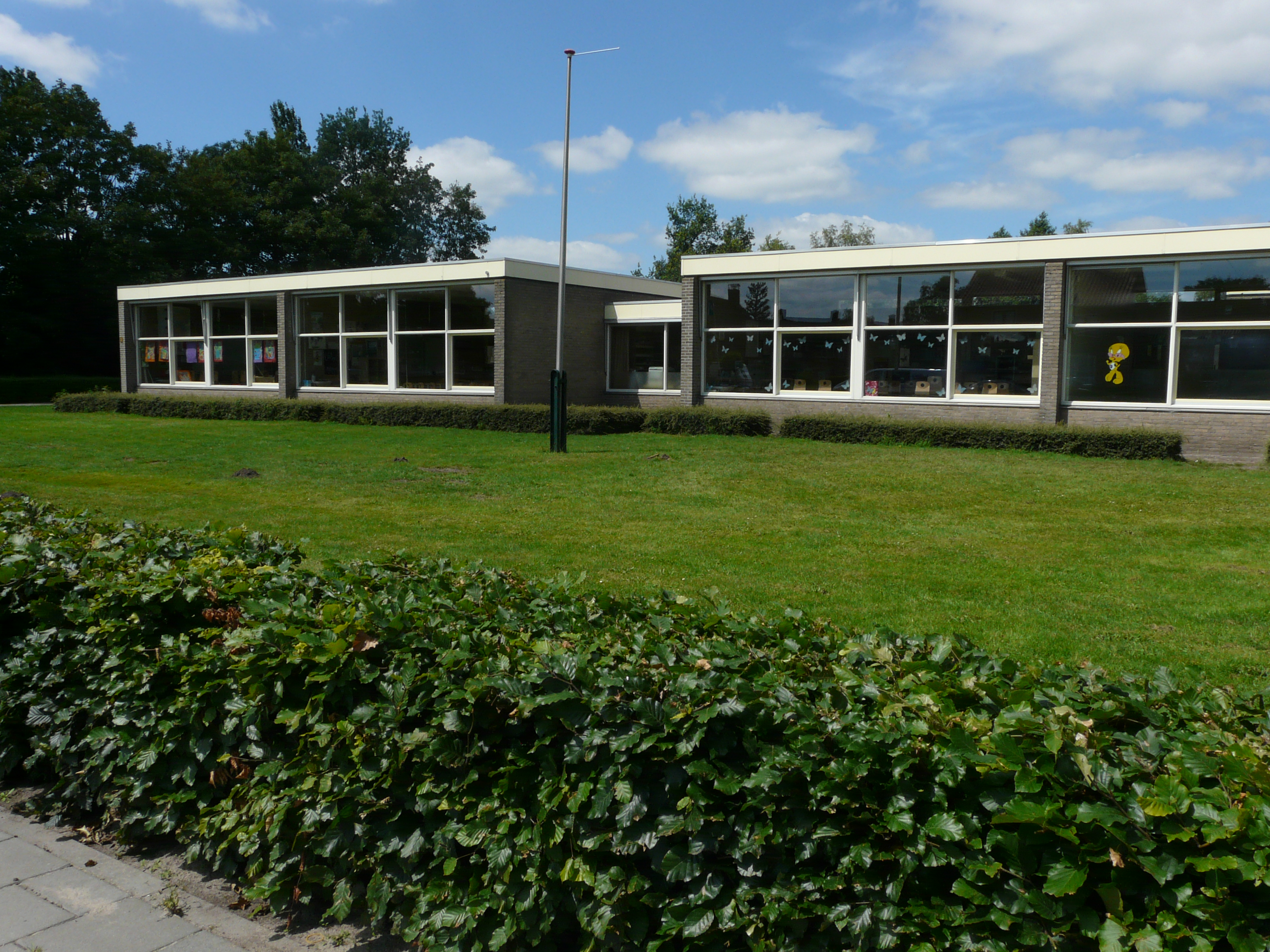
Basisschool de Hooght

Waspik-Zuid, ook Waspik-Boven genaamd, is een wijk in Waspik, in de Nederlandse provincie Noord-Brabant. Waspik-Zuid behoorde vanouds tot de gemeente Waspik, die in 1997 bij de gemeente Waalwijk werd gevoegd.

## Geschiedenis
In tegenstelling tot de dorpskern Waspik ligt Waspik-Zuid ten zuiden van de Langstraatspoorlijn. In 1840 telde men hier 738 inwoners, verdeeld over de buurtschappen Ruijcht, Dijksken en Te-Boven. Pas in 1927 werd het een dorp, door de bouw van de kerk van de Heilige Theresia van Lisieux, en een klooster van de Paters Ongeschoeide Karmelieten, die er een noviciaat oprichtten. De Theresiakerk, de eerste in Nederland die aan deze heilige was gewijd, werd ook de kerk voor de (weinige) katholieken uit Capelle en 's Gravenmoer. Geleidelijk kwamen er ook voorzieningen als een kleuter- en lagere school, en in 1970 ontstond een eigen parochie. In 1987 werd het klooster opgeheven en de bewoning werd voortgezet door de Zusters van Barmhartigheid. In 2000 vertrokken ook de zusters, en na een periode van leegstand werd het klooster in 2003 weer in gebruik genomen als Klooster Lumina, een centrum voor (op oosterse godsdiensten geïnspireerde) spiritualiteit.
De parochie ondertussen fuseerde in 2009 met de Bartholomeusparochie van Waspik en de Theresiakerk zal te zijner tijd aan de eredienst worden onttrokken. De Waspikse H.H. Theresia-Bartholomeusparochie zal op termijn samengaan met de Waalwijkse parochies.

## Theresiaverering
Een deels verlamde vrouw uit Tilburg, Kee Cuypers-Mommers, volbracht in 1927 een noveen uit in de Theresiakerk, voor het beeld van de heilige. Ze zag een kaars in haar richting kromtrekken en raakte in paniek. Ze vluchtte de kerk uit en een en ander werd geïnterpreteerd als een wonderbaarlijke genezing (voordien kon zij niet lopen). Hoewel nooit officieel als wonder erkend, leidde dit voorval tot het ontstaan van een jaarlijkse bedevaart, waaraan het eerste jaar (1928) reeds 200 mensen deelnamen. Dit aantal liep op tot 1.000 in 1939. Tijdens de Tweede Wereldoorlog gingen al veel minder mensen ter bedevaart, en daarna heeft de traditie zich nooit meer hersteld. In 1972 had de laatste georganiseerde bedevaart plaats.

## Bezienswaardigheden
- Het voormalig Karmelietenklooster, met neogotische elementen, uit 1927, aan de Carmelietenstraat. Architect was Philippus Donders. Bij het noviciaatsgebouw is er ook een begraafplaats en een Heilig-Hartbeeld.
- De neogotische Sint-Theresiakerk (Theresia van het kindje Jezus), de openbare kloosterkerk en sinds 1970 ook parochiekerk. De ingangspartij wordt geflankeerd door twee traptorens, terwijl de kerk ook een klokkentoren heeft. Achter de kerk bevindt zich een Lourdesgrot. De Lourdesgrot is gebouwd in 1941 en als materiaal is puin van het bombardement op Rotterdam gebruikt.

## Natuur en landschap
Ten noorden van Waspik-Zuid bevindt zich het natuurgebied Westelijke Langstraat. Ten westen van Waspik-Zuid ligt de 's Gravenmoerse Vaart.
De omgeving van Waspik-Zuid was een laaggelegen veengebied, waar in het verleden turf werd gewonnen, en waar later polders zijn aangelegd.

## Onderwijs
- Basisschool de Hooght (gesloten aan het einde van het schooljaar 2014-2015)

## Nabijgelegen kernen
Waspik, 's Gravenmoer, Kaatsheuvel, Sprang-Capelle